# 坂井信也
坂井 信也（さかい しんや、1948年（昭和23年）2月9日 - ）は、日本の実業家。阪神電気鉄道相談役、プロ野球球団・阪神タイガース元代表取締役会長オーナー、日本プロ野球オーナー会議元議長、朝日放送(ABC)元社外取締役。兵庫県神戸市出身。

## 人物
神戸市生田区（現・中央区）生まれ。兵庫県立神戸高等学校、神戸大学経済学部卒業。
1970年に高校、大学の友人である小津正弘（のちの阪急バス社長、小津正次郎の子）に誘われ阪神電鉄入社。以後、経理部長・常務取締役等を歴任。2005年に村上ファンドが阪神電鉄株を大量取得した際には、ファンド代表であった村上世彰らとの交渉を担当した。
2006年6月、阪急東宝グループとの経営統合に伴う阪神電鉄の阪急ホールディングス子会社化に際して阪神電鉄社長に就任。10月の阪急阪神東宝グループ発足後、阪急阪神ホールディングス代表取締役に就任。経営統合後に阪神球団オーナーを務めていた宮崎恒彰が2008年6月末に退任したことに伴い、同年7月1日付で球団オーナーに就任した。2011年1月27日、4月1日付けで、阪神電鉄の社長には、常務で神戸高速鉄道社長（いずれも当時）でもある藤原崇起が就任し、自身は阪急阪神ホールディングス代表取締役を兼任する会長となると発表した。阪神タイガースオーナー職は継続する。
この間2007年朝日放送取締役、山陽電気鉄道取締役、神姫バス取締役。2008年阪神タイガース取締役会長。2012年神戸製鋼所監査役。
2013年5月31日、日本民営鉄道協会会長に就任。8月29日には首相官邸での消費税増税に関する集中点検会合（ヒアリング）に協会会長として出席。増税賛成を表明する一方、消費税を年1%ずつ引き上げる案について、「小幅な引き上げは鉄道運賃の公正な転嫁が極めて困難」とし、また「ICカード乗車券は全国相互利用が開始され、巨大で複雑なシステムの改修には時間を要する。政府の税率の引き上げ決定はできるだけ早く」「地方ローカル鉄道は利用者の減少を避けるために増税分を転嫁できない場合も有り得る。必要な支援措置の検討を」とも語った。
2016年日本プロ野球オーナー会議議長。
2017年3月31日をもって阪急阪神ホールディングス代表取締役、阪神電鉄の代表取締役会長を退き、翌4月1日より取締役相談役となる。ただ、阪神タイガースのオーナー職は継続する。
2018年10月11日、阪神電鉄本社において阪神タイガースオーナー職を、2018年11月末日をもって辞任することを会見で表明。
2019年3月25日神戸大学学友会会長。同年4月1日 阪神電鉄取締役退任、阪神電気鉄道相談役。2020年6月レンゴー取締役。
2022年秋に旭日重光章を受章。